# Самбек (река)
Самбе́к (разг. Самбе́чка) — река в Ростовской области России. Впадает в Таганрогский залив Азовского моря. Длина 19,2 км. На реке сооружены пруды.

## Течение
Река берёт начало на юго-востоке Северо-Приазовской равнины (часть Приазовской низменности), образуясь от слияния рек Бирючья и Сухой Самбек, к северу от хутора Некрасовка Неклиновского района Ростовской области. Вначале течёт на юго-запад. Чуть выше хутора Курлацкого на реке сооружён крупный Курлацкий (Некрасовский) пруд. Чуть выше села Самбек принимает правый приток — балку Копани (Глубокую). Ниже Самбека поворачивает на юг. Напротив села Вареновка принимает левый приток — балку Манучкину. Впадает в Таганрогский залив Азовского моря к западу от села Приморка.
Протекает по территории Неклиновского района (часть водосборного бассейна расположена на территории Матвеево-Курганского, Мясниковского и Родионово-Несветайского районов) Ростовской области.

## История
В 1771 году река Самбек была спорной из-за рыбной ловли между войском Донским и комендантом Таганрогской крепости, что привело к запрещению правительством рыбной ловли обеим сторонам.
Река упоминается в Дневнике путешествия в южную Россию академика Петербургской Академии Наук Гильденштедта в 1773—1774 годах:
В источниках, датируемых концом 19-го, началом 20-го века. Встречается написание реки Самбек, через «Н» — «Санбекъ» («Альбомъ видовъ Курско-Харьковско-Азовской желіьзной дороги», фото «Мост через р. Санбекъ близь Вареновки».

Сделав ещё пять вёрст на северо-северо-запад мы достигли речки Самбека, переехали через её сухое ложе и, сделав вдоль неё ещё две версты к северу, остановились. На дне её были только лужи воды, питаемой ключами. Но ближе к устью, от поднимающейся в её русло морской воды, она становится глубока, и потому со стороны Таганрога устроен паром для перевоза тех, которые не хотят делать того крюка, что мы сегодня сделали. Самбек берёт начало в трёх верховых балках, находящихся в пятнадцати верстах отсюда на север-северо-восток, а устье его в десяти верстах на юго-юго-запад. Ложбина, по которой течёт Самбек, представляет очень отлогую, а потому и широкую долину. В ней скошено Таганрогскими жителями много сена, которое и сложено здесь стогами. Сено хорошего качества, потому что здесь растёт много английского плевела (lolium perenue). Внизу много также лакричника (glucirrhiza) и камышу. Есть и кусты терновника, и бересклета (evonymis latifolius), но никаких других лесных пород. Балки, которые я видел проездом вчера и сегодня, с своими покатыми сторонами и плодородною почвою, представляют отличные места для хлебопашества, возделывания винограда и для сенокоса. Семенные породы деревьев, как-то: дуб, берест и граб могли бы здесь расти отлично, и потому чувствуемый здесь недостаток в лесе при рациональном хозяйстве, легко можно было бы устранить. Во многих местах есть ключевая вода, а хорошую колодезную можно найти везде.

## Гидрология
Самбек имеет довольно широкую долину, может называться рекой только в низовьях. Притоки-составляющие же, в верхнем течении представляют собой суходольные балки. Питается Самбек ключами, выходящими из верхне-третичных известняков. Нижняя часть реки находится в подпоре от уровня моря, и при сгонных ветрах уровень воды в реке падает. Зимой замерзает.

## Живая природа
В реке обитает рыба в основном семейства карповых (амур, карась («гибрид»), карп, краснопёрка, лещ, плотва, сазан (в ямах), тарань, толстолобик, уклейка, шемая) и окунёвых (окунь, судак, ёрш), а также щука и бычок. Кроме рыбы в реке обитают раки и утки.

## Бассейн
- Самбек
  - Бирючья — правая составляющая
    - б. Пшеничная — (л)[6]
    - б. Надел — (п)
    - б. Бузинова (Бузиновая) — (п)[7]

  - Сухой Самбек — левая (наибольшая) составляющая
    - б. Ступина — (п)[7]
    - Мокрый Самбек — (п)
      - б. Чеснокова — (л)[6]

    - б. Головинская — (л)
    - б. Ландина — (л)

  - б. Сенокосная/Копани (Глубокая) — (п)[7]
    - б. Цыганкова — (п)

  - б. Быстрая — (п)
    - б. Брехалкина — (п)

  - б. Манучкина — (л)[7]

## Населённые пункты
- х. Некрасовка
- х. Сужено
- х. Курлацкий
- с. Самбек
- с. Вареновка